# Sebastián Llapur
Sebastián Llapur   (San Salvador de Jujuy, 24 de desembre de 1969) és un actor de doblatge argentí nacionalitzat mexicà. És considerat un dels dobladors més importants de Llatinoamèrica.
El tercer fill d'un advocat i fiscal amb una docent, es va formar a San Salvador de Jujuy, la seva ciutat natal, com a locutor de les primeres emissores de ràdio FM durant els anys 80 i com a músic en diferents instruments i gèneres. En aquella època, tenia un grup de rock anomenat Nostradamus. Posteriorment, es va traslladar a la ciutat de Córdoba, on va rebre el premi Lápiz de platino per un anunci comercial d'una marca de vehicles i va provar d'estudiar odontologia i en elConservatori Superior de Música de Buenos Aires, però al final va aconseguir el títol de tècnic superior en Publicitat. El 2001, en la recerca d'oportunitats com a actor de doblatge, va decidir traslladar-se a Mèxic. Allà, va ser cridat per Humberto Vélez per a posar veu a Abraham Simpson i en endavant la seva carrera professional va reeixir. De llavors ençà ha rebut el premi José Lavat a la millor veu masculina de doblatge i ha començat a fer conferències arreu de l'Amèrica Llatina. De fet, el 16 d'agost del 2011 va ser declarat ciutadà il·lustre de San Salvador de Jujuy per la seva tasca internacional. Amb l'esclat de la pandèmia de COVID-19, va tornar a Córdoba, però actualment viu entre tots dos països i posseeix l'estudi de gravació Hi-Fi Mix de la província de Córdoba.
Ha treballat en la versió llatinoamericana de diverses sèries de televisió, pel·lícules i dibuixos animats, com ara Els Simpson, Buscant en Nemo, CSI: Miami, la sèrie de films de Harry Potter, Ice Age 2 i Looney Tunes. Ha tingut fins a set personatges simultanis a Els Simpson, d'entre els quals Abraham Simpson, Krusty, Willie, Otto i Snake. A la llista de treballs de Llapur s'afegeixen Els increïbles, El llibre de la selva 2, Happy Feet i El chavo animado. A més, ha participat en l'adaptació al castellà llatinoamericà de Top Cat, The Lion King, La guerra de les galàxies, El hòbbit, Cinquanta ombres d'en Grey, Frozen, The Sum of All Fears i According to Jim. Pel que fa als videojocs, és la veu de Marcus Fénix a Gears of War, havent fet d'un personatge secundari de Halo 2 abans, i pren part igualment en Mortal Kombat X de la sèrie Mortal Kombat.